# REACH
REACH는 Registration, Evaluation, Authorization and Restriction of CHemicals 의 약어로 화학물질의 등록, 평가, 허가, 제한에 관한 제도를 뜻한다. EU 내에서 연간 1톤 이상 제조 또는 수입되는 모든 화학물질에 대해 제조량, 수입량과 위해성에 따라 등록, 평가, 허가 및 제한을 받도록 하는 화학물질 관리 규정이다. 2007년 6월 1일 발효되었다.

## 같이 보기
- 유럽화학물질청
- 화평법